# Атлетіку Мусульману
Клубе Атлетіку Мусульману да Матола або просто Атлетіку Мусульману (порт. Clube Atlético Muçulmano da Matola) — професіональний мозамбіцький футбольний клуб з міста Матола.

## Історія клубу
Клуб було засновано в 2004 році в місті Матола Мачава.. Команда ніколи не вигравала Чемпіонат Мозамбіку з футболу, але виграла Кубок Мозамбіку в 2008 році.
Їх перший сезон в Чемпіонаті Мозамбіку з футболу був у 2008 році після перемоги в 1-му дивізіоні.
На міжнародному рівні, «Атлетіку Мусульману» брали участь в 1 континентальному турнірі, Кубку Конфедерації КАФ 2009 року, де вони зазнали поразки в попередньому раунді від клубу Правителі Маланті зі Свазіленду.
В сезоні 2011 року він вилетів з турніру за підсумками Чемпіонату Мозамбіку з футболу, оскільки посів 13 місце з 14 команд-учасниць (за регламентом 3 найгірші команди вилітають до нижчого дивізіону).

## Стадіон
Клуб грає свої домашні матчі на стадіоні «Кампу ду Атлетіку Мусульмана», який має максимально вміщує 5000 чоловік.

## Досягнення
- Чемпіонат Мозамбіку з футболу:
  -  Срібний призер (1): 2007/08

- Кубок Мозамбіку:
  -  Володар (1): 2007/08

- Суперкубок Мозамбіку:
  -  Фіналіст (1): 2008/09

## Статистика виступів на міжнародній арені
| Сезон | Турнір                 | Раунд      | Клуб         | Вдома | На виїзді | Загальний |
| ----- | ---------------------- | ---------- | ------------ | ----- | --------- | --------- |
| 2009  | Кубок Конфедерації КАФ | Попередній | Маланті Чіфс | 1-0   | 1-5       | 2-5       |

## Відомі гравці
- Джозеф Камвендо
- Темба Марінга

## Відомі тренери
- Альвару Саваду